# University of Chicago Laboratory Schools

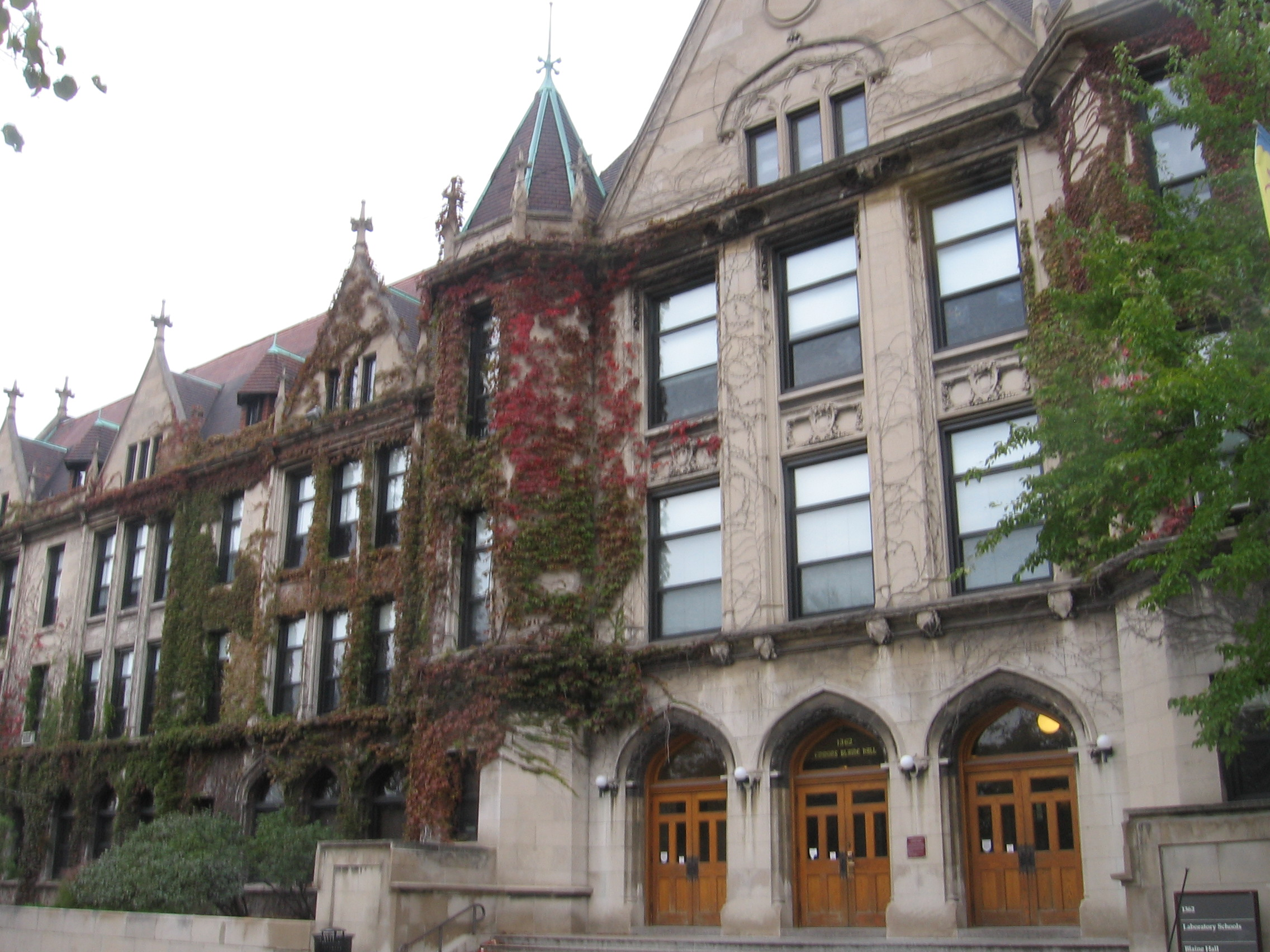
Université laboratoire de Chicago.

L'University of Chicago Laboratory Schools (également Lab School et UCLS ; les classes supérieures sont surnommées U-High) est une école de pédagogie privée située à Chicago, en Illinois. L'école est affiliée à l'université de Chicago, et environ la moitié des étudiants ont un parent employé de l'université (et payent ainsi la moitié des frais de scolarité qui s'élèvent à plus de 20,000 $ par an).

## Histoire
Les écoles de laboratoire ont été fondées par le pédagogue américain John Dewey en 1896 dans le quartier de Hyde Park à Chicago. L'école a commencé comme une institution progressive qui va de la maternelle à la Terminale.

## Campus
L'école primaire (Lower School), le collège (Middle School) et l'école secondaire (U-High) font partie des principaux immeubles de la rue 1362 E 59th. Le bâtiment principal se compose de cinq petits bâtiments reliés entre eux : Judd, Blaine, Belfield, Middle School et U-Haut. L'école maternelle se compose de deux petits bâtiments distincts et est un édifice de l'Ouest et d'un bloc au nord sur Woodlawn Ave.